# Lorenzino Sossio

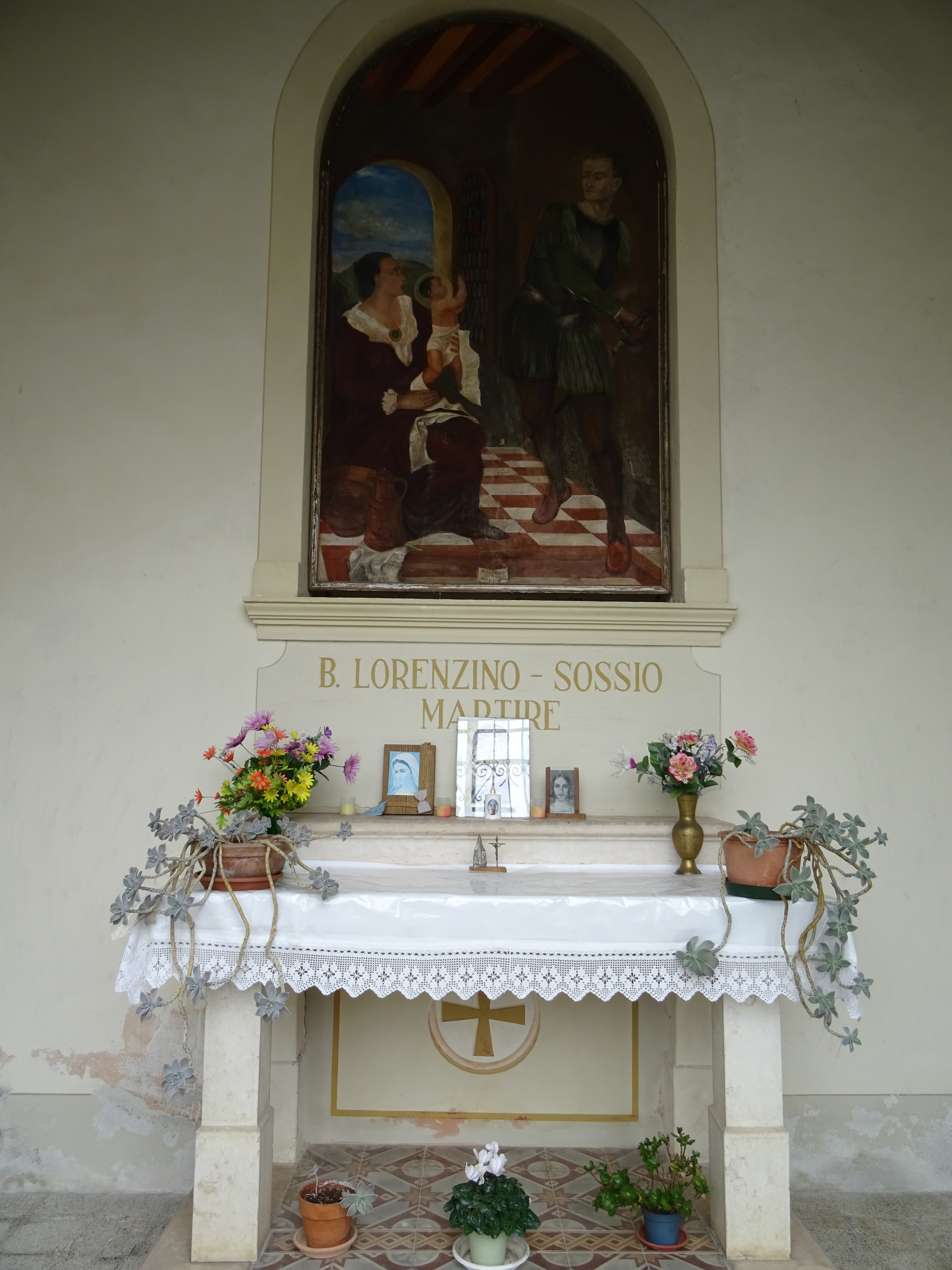
Il "sacello del Beato Lorenzino Sossio" a Valrovina

Lorenzino Sossio è il nome tardivamente attribuito al bambino il cui cadavere fu rinvenuto nel 1485 nei pressi di Marostica. La tradizione popolare ne fece un martire ucciso dagli ebrei di Bassano; divenne oggetto di culto fino al 1965, quando il Concilio Vaticano II ne decretò la soppressione.

## Storia

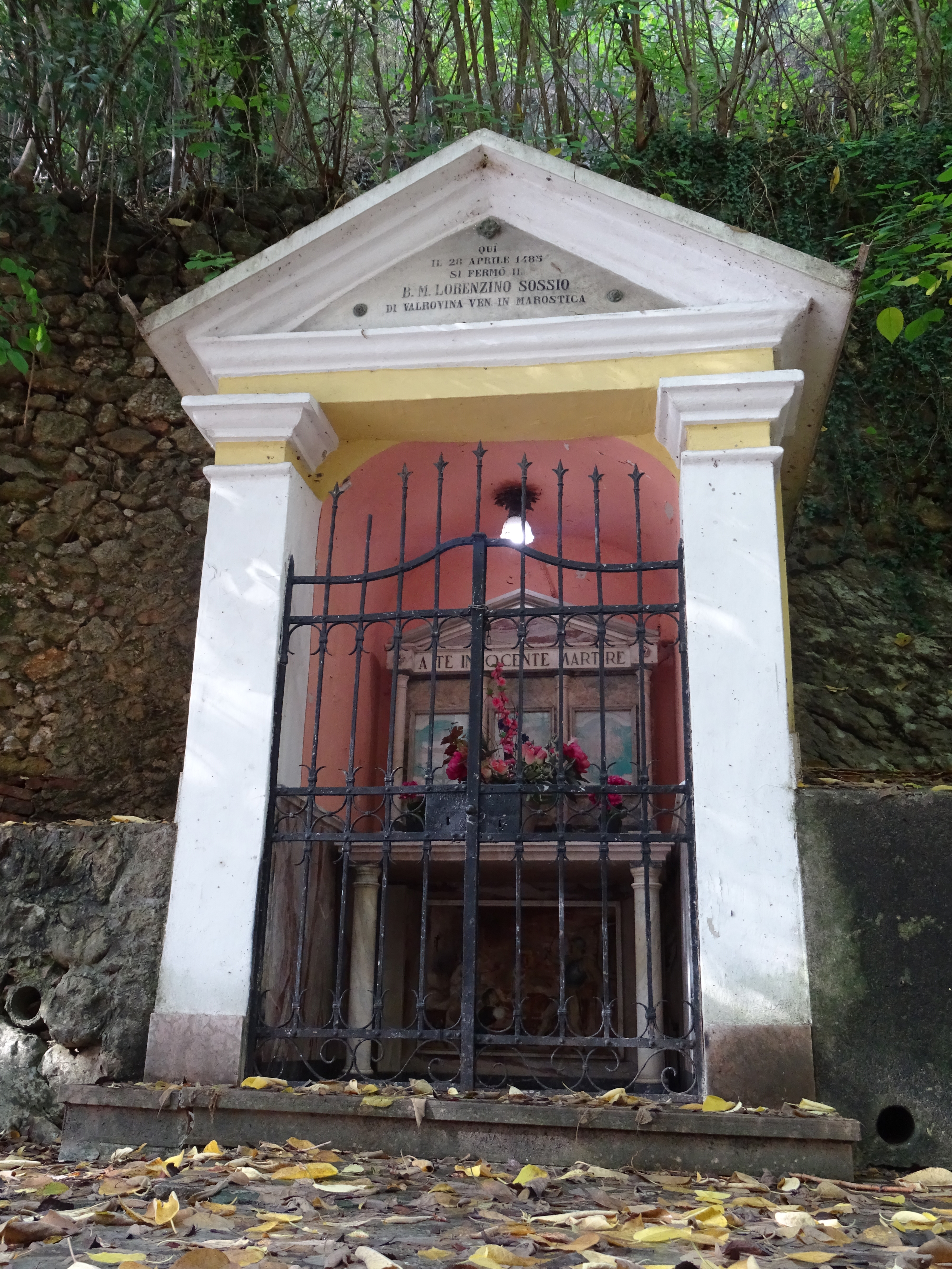
Capitello votivo a Marostica, nel punto dove secondo la tradizione si sarebbero fermati i buoi con il carro trasportante il corpo del bambino

Nell'aprile del 1485, nelle campagne tra Bassano e Marostica, fu rinvenuto il cadavere di un bambino, deceduto in circostanze ignote, a cui fonti tardive attribuiscono il nome di Lorenzino Sossio.
La popolazione ritenne il bambino vittima di un infanticidio rituale attribuito agli ebrei di Bassano e tale accusa portò all'espulsione degli ebrei da Vicenza e dal suo territorio, decretata dal doge Marco Barbarigo il 21 aprile 1486.

## Culto

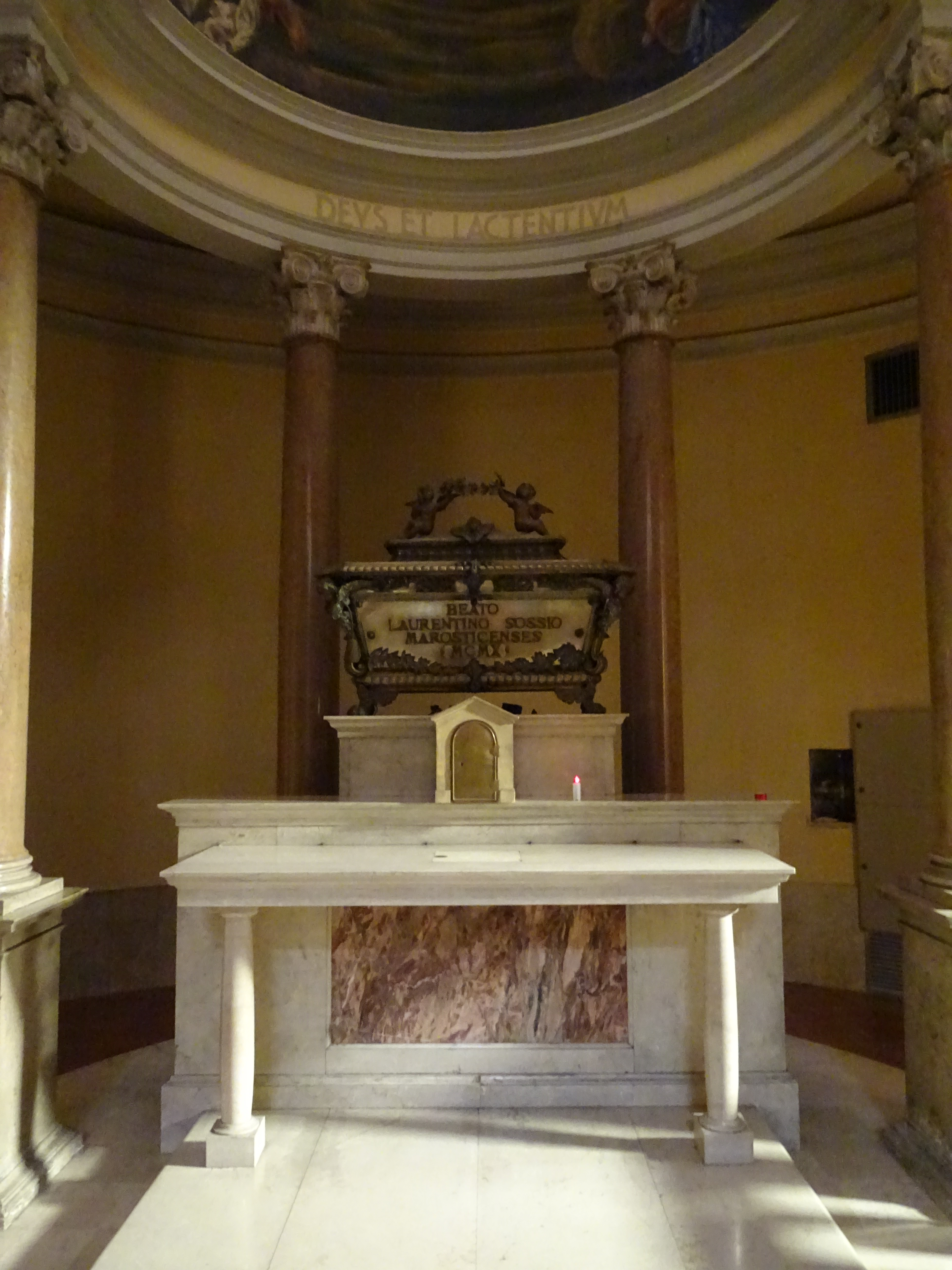
Altare con le reliquie di Lorenzino Sossio nella chiesa di Santa Maria Assunta di Marostica

Dai verbali della visita pastorale condotta il 14 ottobre 1488 nella chiesa di San Sebastiano a Marostica da Pietro Barozzi, vescovo di Padova, risulta che vi si conservava il corpo di un bambino anonimo che la popolazione riteneva martire: il vescovo esaminò il corpo e ne disapprovò il culto, ma la proibizione non ebbe effetti sulla devozione del popolo, che continuò a venerare il bambino con il consenso tacito dei vescovi di Padova e poi di Vicenza.
Soppresso il convento di San Sebastiano nel 1810, il corpo del bambino fu trasferito in una ricca cappella della chiesa di Santa Maria Assunta a Marostica.
Nella bolla Beatus Andreas del 22 febbraio 1755, confermando il culto del beato Andrea di Rinn, papa Benedetto XIV ricordò anche il nome di Lorenzino; il 31 agosto 1867 la congregazione dei riti confermò il culto del beato Lorenzino.
La festa liturgica del beato Lorenzino si celebrava nelle diocesi di Padova e Vicenza il 15 aprile. A Marostica la festa esterna del beato si celebrava la seconda domenica dopo Pasqua.
Il culto liturgico del beato fu abbandonato a norma delle disposizioni postconciliari.